# (1449) Virtanen
(1449) Virtanen ist ein Asteroid des Hauptgürtels, der am 20. Februar 1938 von dem finnischen Astronomen Yrjö Väisälä in Turku entdeckt wurde.
Der Asteroid ist nach dem finnischen Biochemiker und Nobelpreisträger Artturi Ilmari Virtanen benannt.